# Copa Mundial Femenina de Fútbol Sub-17 de 2022
La Copa Mundial Femenina de Fútbol Sub-17 de 2022 fue la séptima edición de dicho torneo, que se realizó por primera vez en India y por tercera ocasión en Asia.
El torneo estaba originalmente programado para celebrarse entre el 2 y el 21 de noviembre de 2020. Sin embargo, debido a la Pandemia de COVID-19, la FIFA y la Asociación de Fútbol de India anunciaron el 17 de noviembre de 2020 que el torneo se realizaría en 2022.
Esta es la segunda vez que India obtiene la sede de un torneo de la FIFA, después de la Copa Mundial Sub-17 de 2017.

## Elección del país anfitrión
El 25 de julio de 2018, la FIFA anunció que había comenzado el proceso de licitación para la Copa Mundial Femenina Sub-20 de la FIFA 2020 y la Copa Mundial Femenina Sub-17 de la FIFA 2020. Una asociación miembro puede ofertar por ambos torneos, pero se designarán dos anfitriones diferentes. La FIFA también acepta ofertas conjuntas para ser coanfitrión del torneo.
Las asociaciones deben declarar su interés antes del 12 de septiembre de 2018. Los siguientes países han declarado su interés en ser sede de la Copa Mundial Femenina Sub-17 de la FIFA 2020:
- Francia
- India

El Consejo de la FIFA nombró a India como anfitrión el 15 de marzo de 2019, sin embargo, el 15 de agosto de 2022 la FIFA decidió retirarle la sede a India debido a la suspensión de su federación de fútbol (AIFF). Finalmente, la suspensión provisional impuesta a la Federación de Fútbol de India fue levantada el 26 de agosto de 2022 y sus derechos como país anfitrión fueron restablecidos.

## Equipos participantes
En cursiva, los equipos debutantes.
| Competición                                               | Fecha                             | Sede                 | Plazas | Clasificados                 |
| --------------------------------------------------------- | --------------------------------- | -------------------- | ------ | ---------------------------- |
| País anfitrión                                            | 15 de marzo de 2019               | Suiza                | 1      | India                        |
| Designados por AFC                                        | Clasificación 2021 cancelada      | Malasia              | 2      | Corea del Norte China Japón  |
| Campeonato femenino sub-17 de la CAF de 2022              | 13 de enero al 5 de junio de 2022 | África               | 3      | Marruecos Nigeria Tanzania   |
| Campeonato Femenino Sub-17 de la Concacaf de 2022         | 23 de abril al 8 de mayo de 2022  | República Dominicana | 3      | Canadá Estados Unidos México |
| Campeonato Sudamericano Femenino de Fútbol Sub-17 de 2022 | 1 al 19 de marzo de 2022          | Uruguay              | 3      | Brasil Chile Colombia        |
| Designado por OFC                                         | Clasificación 2022 cancelada      | Nueva Zelanda        | 1      | Nueva Zelanda                |
| Campeonato Europeo Femenino Sub-17 de la UEFA 2022        | 3 al 15 de mayo de 2022           | Bosnia y Herzegovina | 3      | Alemania España Francia      |
| TOTAL                                                     |                                   |                      | 16     |                              |

Fuente:

## Organización

### Sedes
La FIFA confirmó el 13 de abril de 2022 las 3 ciudades (en 3 estados) que albergarán el torneo:
1. Bhubaneshwar, Odisha
2. Margao, Goa
3. Navi Mumbai, Maharashtra

| India                           | India             | India                           | India             |
| Bhubaneshwar Margao Navi Mumbai |                   |                                 |                   |
| Bhubaneshwar Margao Navi Mumbai | Bhubaneshwar      | Margao                          | Navi Mumbai       |
| ------------------------------- | ----------------- | ------------------------------- | ----------------- |
| Bhubaneshwar Margao Navi Mumbai | Estadio Kalinga   | Estadio Pandit Jawaharlal Nehru | Estadio DY Patil  |
| Bhubaneshwar Margao Navi Mumbai | Capacidad: 16 000 | Capacidad: 27 300               | Capacidad: 55 000 |
| Bhubaneshwar Margao Navi Mumbai |                   |                                 |                   |

### Árbitras
Para el torneo fueron designadas 14 árbitras, 28 árbitras asistentes, 16 árbitros asistentes de vídeo (VAR) y 3 árbitras de reserva. 
Por primera vez se utilizará el sistema de videoarbitraje (VAR) en la Copa Mundial Femenina de Fútbol Sub-17.
| Confederación | Árbitra             | Asistentes          | Asistentes              |
| ------------- | ------------------- | ------------------- | ----------------------- |
| AFC           | Pansa Chaisanit     | Nuannid Donjangreed | Supawan Hinthong        |
| AFC           | Edita Mirabidova    | Kristina Sereda     | Joanna Charaktis        |
| AFC           | Oh Hyeon-jeong      | Fang Yan            | Xie Lijun               |
| CAF           | Bouchra Karboubi    | Soukaina Hamdi      | Fatiha Jermoumi         |
| CAF           | Maria Rivet         | Queency Victoire    | Yara Abdelfattah        |
| Concacaf      | Katia García        | Enedina Caudillo    | Mayte Chávez            |
| Concacaf      | Odette Hamilton     | Jassett Kerr-Wilson | Stephanie-Dale Yee Sing |
| Concacaf      | Myriam Marcotte     | Mijensa Rensch      | Ivett Santiago          |
| Conmebol      | María Victoria Daza | Nataly Arteaga      | Laura Miranda           |
| Conmebol      | Anahí Fernández     | Luciana Mascaraña   | Adela Sánchez           |
| UEFA          | Iuliana Demetrescu  | Mihaela Țepușă      | Anita Vad               |
| UEFA          | Maria Sole Ferrieri | Francesca Di Monte  | Élodie Coppola          |
| UEFA          | Ivana Martinčić     | Paulina Baranowska  | Staša Špur              |
| UEFA          | Rebecca Welch       | Natalie Aspinall    | Franca Overtoom         |

| Confederación | Árbitros Asistentes de Vídeo |
| ------------- | ---------------------------- |
| AFC           | Omar Al-Ali                  |
| AFC           | Hanna Hattab                 |
| AFC           | Lara Lee                     |
| AFC           | Sivakorn Pu-Udom             |
| AFC           | Casey Reibelt                |
| CAF           | Lidya Tafesse                |
| CAF           | Letticia Viana               |
| Concacaf      | Carol-Anne Chenard           |
| Concacaf      | Tatiana Guzmán               |
| Concacaf      | Ekaterina Koroleva           |
| Concacaf      | Felisha Mariscal             |
| Concacaf      | Shirley Perelló              |
| Conmebol      | Salomé di Iorio              |
| UEFA          | Frida Mia Klarlund           |
| UEFA          | Lucie Ratajová               |
| UEFA          | Maïka Vanderstichel          |

| Árbitras de soporte | Árbitras de soporte |
| ------------------- | ------------------- |
| Susana Corella      |                     |
| Dorsaf Ganouati     |                     |
| Zulma Quiñónez      |                     |

## Sorteo
El sorteo oficial se realizó el 24 de junio de 2022 en la Sede de la FIFA en Zúrich, Suiza.
Los bombos fueron ordenados de acuerdo a los resultados de cada equipo basado en las últimas 5 ediciones de la Copa Mundial Femenina de Fútbol Sub-17. Los equipos de la misma confederación no podrán quedar encuadrados en el mismo grupo.
| Cabezas de serie                        | Bombo 2                            | Bombo 3                              | Bombo 4                           |
| --------------------------------------- | ---------------------------------- | ------------------------------------ | --------------------------------- |
| India (Anfitrión) Japón España Alemania | México Canadá Brasil Nueva Zelanda | Estados Unidos Nigeria Francia China | Colombia Chile Marruecos Tanzania |

## Fase de grupos
Clasificarán los 2 mejores de cada grupo a la Segunda Fase (Cuartos de final).

- Todos los horarios corresponden a la hora local de India (UTC+5:30).

### Grupo A
| Equipo         | Pts. | PJ | PG | PE | PP | GF | GC | Dif. |
| -------------- | ---- | -- | -- | -- | -- | -- | -- | ---- |
| Estados Unidos | 7    | 3  | 2  | 1  | 0  | 13 | 1  | 12   |
| Brasil         | 7    | 3  | 2  | 1  | 0  | 7  | 1  | 6    |
| Marruecos      | 3    | 3  | 1  | 0  | 2  | 3  | 5  | -2   |
| India          | 0    | 3  | 0  | 0  | 3  | 0  | 16 | -16  |

| 11 de octubre de 2022 | Marruecos | 0:1 (0:1) | Brasil     | Estadio Kalinga, Bhubaneshwar                           |                                                         |
| 16:30                 |           | Reporte   | Jhonson 5' | Asistencia: 4243 espectadores Árbitra: Edita Mirabidova | Asistencia: 4243 espectadores Árbitra: Edita Mirabidova |

| 11 de octubre de 2022 | India | 0:8 (0:5) | Estados Unidos                                                                                       | Estadio Kalinga, Bhubaneshwar                         |                                                       |
| 20:00                 |       | Reporte   | Rebimbas 9', 31' · Kohler 15' · Gamero 23' · Thompson 39' · Emri 51' · Suarez 59' (pen.) · Bhuta 62' | Asistencia: 4100 espectadores Árbitra: Susana Corella | Asistencia: 4100 espectadores Árbitra: Susana Corella |

| 14 de octubre de 2022 | Brasil    | 1:1 (1:1) | Estados Unidos | Estadio Kalinga, Bhubaneshwar                         |                                                       |
| 16:30                 | Carol 37' | Reporte   | Kiorpes 33'    | Asistencia: 3639 espectadores Árbitra: Oh Hyeon-jeong | Asistencia: 3639 espectadores Árbitra: Oh Hyeon-jeong |

| 14 de octubre de 2022                                                 | India | 0:3 (0:0) | Marruecos                                        | Estadio Kalinga, Bhubaneshwar                       |                                                     |
| 20:00                                                                 |       | Reporte   | El-Madani 51' (pen.) · Zouhir 62' · Cherif 90+1' | Asistencia: 8749 espectadores Árbitra: Katia García | Asistencia: 8749 espectadores Árbitra: Katia García |
| Primera victoria de Marruecos en un mundial femenino de la categoría. |       |           |                                                  |                                                     |                                                     |

| 17 de octubre de 2022 | Brasil                                              | 5:0 (2:0) | India | Estadio Kalinga, Bhubaneshwar                          |                                                        |
| 20:00                 | Gabi Berchon 11' · Aline 40', 51' · Lara 86', 90+3' | Reporte   |       | Asistencia: 8765 espectadores Árbitra: Myriam Marcotte | Asistencia: 8765 espectadores Árbitra: Myriam Marcotte |

| 17 de octubre de 2022 | Estados Unidos                   | 4:0 (1:0) | Marruecos | Estadio Pandit Jawaharlal Nehru, Margao                |                                                        |
| 20:00                 | Kohler 24', 73' · Smith 68', 81' | Reporte   |           | Asistencia: 3578 espectadores Árbitra: Anahí Fernández | Asistencia: 3578 espectadores Árbitra: Anahí Fernández |

### Grupo B
| Equipo        | Pts. | PJ | PG | PE | PP | GF | GC | Dif. |
| ------------- | ---- | -- | -- | -- | -- | -- | -- | ---- |
| Alemania      | 9    | 3  | 3  | 0  | 0  | 11 | 2  | 9    |
| Nigeria       | 6    | 3  | 2  | 0  | 1  | 7  | 3  | 4    |
| Chile         | 3    | 3  | 1  | 0  | 2  | 4  | 9  | -5   |
| Nueva Zelanda | 0    | 3  | 0  | 0  | 3  | 2  | 10 | -8   |

| 11 de octubre de 2022                                             | Chile                                               | 3:1 (2:0) | Nueva Zelanda | Estadio Pandit Jawaharlal Nehru, Margao              |                                                      |
| 16:30                                                             | Á. Figueroa 12' · Rovner 22' (pen.) · Cifuentes 64' | Reporte   | Clegg 52'     | Asistencia: 4064 espectadores Árbitra: Rebecca Welch | Asistencia: 4064 espectadores Árbitra: Rebecca Welch |
| Primera victoria de Chile en un mundial femenino de la categoría. |                                                     |           |               |                                                      |                                                      |

| 11 de octubre de 2022 | Alemania               | 2:1 (0:1) | Nigeria   | Estadio Pandit Jawaharlal Nehru, Margao                |                                                        |
| 20:00                 | Stoldt 49' · Alber 61' | Reporte   | Usani 30' | Asistencia: 6524 espectadores Árbitra: Myriam Marcotte | Asistencia: 6524 espectadores Árbitra: Myriam Marcotte |

| 14 de octubre de 2022 | Nueva Zelanda | 0:4 (0:2) | Nigeria                                          | Estadio Pandit Jawaharlal Nehru, Margao                |                                                        |
| 16:30                 |               | Reporte   | Bello 16' · Usani 34' · Afolabi 75' · Etim 90+5' | Asistencia: 2191 espectadores Árbitra: Pansa Chaisanit | Asistencia: 2191 espectadores Árbitra: Pansa Chaisanit |

| 14 de octubre de 2022 | Alemania                                                                               | 6:0 (3:0) | Chile | Estadio Pandit Jawaharlal Nehru, Margao            |                                                    |
| 20:00                 | Veit 20' · Şehitler 24' · Alber 40' · Steiner 58' (pen.) · Bender 60' · Portella 90+5' | Reporte   |       | Asistencia: 4417 espectadores Árbitra: Maria Rivet | Asistencia: 4417 espectadores Árbitra: Maria Rivet |

| 17 de octubre de 2022 | Nueva Zelanda | 1:3 (1:1) | Alemania                             | Estadio Pandit Jawaharlal Nehru, Margao                 |                                                         |
| 16:30                 | Clegg 10'     | Reporte   | Bender 5', 54' · Şehitler 60' (pen.) | Asistencia: 1945 espectadores Árbitra: Bouchra Karboubi | Asistencia: 1945 espectadores Árbitra: Bouchra Karboubi |

| 17 de octubre de 2022 | Nigeria                  | 2:1 (1:0) | Chile               | Estadio Kalinga, Bhubaneshwar                              |                                                            |
| 16:30                 | Emmanuel 4' · Mosaku 82' | Reporte   | Rovner 90+1' (pen.) | Asistencia: 4261 espectadores Árbitra: Maria Sole Ferrieri | Asistencia: 4261 espectadores Árbitra: Maria Sole Ferrieri |

### Grupo C
| Equipo   | Pts. | PJ | PG | PE | PP | GF | GC | Dif. |
| -------- | ---- | -- | -- | -- | -- | -- | -- | ---- |
| Colombia | 6    | 3  | 2  | 0  | 1  | 4  | 2  | 2    |
| España   | 6    | 3  | 2  | 0  | 1  | 3  | 2  | 1    |
| México   | 3    | 3  | 1  | 0  | 2  | 4  | 5  | -1   |
| China    | 3    | 3  | 1  | 0  | 2  | 2  | 4  | -2   |

| 12 de octubre de 2022 | México         | 1:2 (0:0) | China                                  | Estadio DY Patil, Navi Mumbai                              |                                                            |
| 16:30                 | Guijarro 90+3' | Reporte   | Qiao Ruiqi 49' (pen.) · Yu Xingyue 90' | Asistencia: 8086 espectadores Árbitra: Maria Sole Ferrieri | Asistencia: 8086 espectadores Árbitra: Maria Sole Ferrieri |

| 12 de octubre de 2022 | España      | 1:0 (0:0) | Colombia | Estadio DY Patil, Navi Mumbai                             |                                                           |
| 20:00                 | Amezaga 85' | Reporte   |          | Asistencia: 2923 espectadores Árbitra: Iuliana Demetrescu | Asistencia: 2923 espectadores Árbitra: Iuliana Demetrescu |

| 15 de octubre de 2022 | China | 0:2 (0:2) | Colombia        | Estadio DY Patil, Navi Mumbai                            |                                                          |
| 16:30                 |       | Reporte   | Caicedo 9', 23' | Asistencia: 10 417 espectadores Árbitra: Ivana Martinčić | Asistencia: 10 417 espectadores Árbitra: Ivana Martinčić |

| 15 de octubre de 2022 | España     | 1:2 (0:0) | México                       | Estadio DY Patil, Navi Mumbai                           |                                                         |
| 20:00                 | Pujols 74' | Reporte   | M. Flores 47' · Saldívar 85' | Asistencia: 5350 espectadores Árbitra: Edita Mirabidova | Asistencia: 5350 espectadores Árbitra: Edita Mirabidova |

| 18 de octubre de 2022 | China | 0:1 (0:0) | España     | Estadio DY Patil, Navi Mumbai                          |                                                        |
| 16:30                 |       | Reporte   | Artero 61' | Asistencia: 8230 espectadores Árbitra: Odette Hamilton | Asistencia: 8230 espectadores Árbitra: Odette Hamilton |

| 18 de octubre de 2022                                                                          | Colombia                  | 2:1 (1:0) | México             | Estadio Pandit Jawaharlal Nehru, Margao              |                                                      |
| 16:30                                                                                          | Ortegón 41' · Caicedo 74' | Reporte   | Caicedo 81' (a.g.) | Asistencia: 4920 espectadores Árbitra: Rebecca Welch | Asistencia: 4920 espectadores Árbitra: Rebecca Welch |
| Primera clasificación para Colombia a cuartos de final en un mundial femenino de la categoría. |                           |           |                    |                                                      |                                                      |

### Grupo D
| Equipo   | Pts. | PJ | PG | PE | PP | GF | GC | Dif. |
| -------- | ---- | -- | -- | -- | -- | -- | -- | ---- |
| Japón    | 9    | 3  | 3  | 0  | 0  | 10 | 0  | 10   |
| Tanzania | 4    | 3  | 1  | 1  | 1  | 3  | 6  | -3   |
| Canadá   | 2    | 3  | 0  | 2  | 1  | 2  | 6  | -4   |
| Francia  | 1    | 3  | 0  | 1  | 2  | 2  | 5  | -3   |

| 12 de octubre de 2022 | Canadá     | 1:1 (0:0) | Francia   | Estadio Pandit Jawaharlal Nehru, Margao                 |                                                         |
| 16:30                 | Chukwu 67' | Reporte   | Calba 73' | Asistencia: 3499 espectadores Árbitra: Bouchra Karboubi | Asistencia: 3499 espectadores Árbitra: Bouchra Karboubi |

| 12 de octubre de 2022 | Japón                                                      | 4:0 (1:0) | Tanzania | Estadio Pandit Jawaharlal Nehru, Margao                |                                                        |
| 20:00                 | Shiragaki 33' · Itamura 67' · Tsujisawa 75' · Tanikawa 81' | Reporte   |          | Asistencia: 3566 espectadores Árbitra: Anahí Fernández | Asistencia: 3566 espectadores Árbitra: Anahí Fernández |

| 15 de octubre de 2022                                                | Francia          | 1:2 (0:1) | Tanzania                       | Estadio Pandit Jawaharlal Nehru, Margao                |                                                        |
| 16:30                                                                | Calba 77' (pen.) | Reporte   | Mnally 17' · Bahera 60' (pen.) | Asistencia: 2625 espectadores Árbitra: Odette Hamilton | Asistencia: 2625 espectadores Árbitra: Odette Hamilton |
| Primera victoria de Tanzania en un mundial femenino de la categoría. |                  |           |                                |                                                        |                                                        |

| 15 de octubre de 2022 | Japón                                                    | 4:0 (2:0) | Canadá | Estadio Pandit Jawaharlal Nehru, Margao                    |                                                            |
| 20:00                 | Kubota 9' · Shiragaki 37' · Tanikawa 52' · Takaoka 90+2' | Reporte   |        | Asistencia: 5492 espectadores Árbitra: María Victoria Daza | Asistencia: 5492 espectadores Árbitra: María Victoria Daza |

| 18 de octubre de 2022 | Francia | 0:2 (0:1) | Japón                         | Estadio Pandit Jawaharlal Nehru, Margao            |                                                    |
| 20:00                 |         | Reporte   | Tanikawa 29' · Kusunoki 90+1' | Asistencia: 6734 espectadores Árbitra: Maria Rivet | Asistencia: 6734 espectadores Árbitra: Maria Rivet |

| 18 de octubre de 2022                                                                        | Tanzania    | 1:1 (1:1) | Canadá           | Estadio DY Patil, Navi Mumbai                          |                                                        |
| 20:00                                                                                        | Mapunda 35' | Reporte   | Allen 14' (pen.) | Asistencia: 3728 espectadores Árbitra: Pansa Chaisanit | Asistencia: 3728 espectadores Árbitra: Pansa Chaisanit |
| Primera clasificación a cuartos de final de Tanzania en un mundial femenino de la categoría. |             |           |                  |                                                        |                                                        |

## Segunda fase
|  | Cuartos de final | Cuartos de final |              |       | Semifinales  | Semifinales  |  |  | Final | Final |
|  |                  |                  |              |       |              |              |  |  |       |       |
|  |                  |                  |              |       |              |              |  |  |       |       |
|  |                  |                  |              |       |              |              |  |  |       |       |
|  | Estados Unidos   | 1 (3)            |              |       |              |              |  |  |       |       |
|  | Estados Unidos   | 1 (3)            |              |       |              |              |  |  |       |       |
|  | Nigeria (p.)     | 1 (4)            |              |       |              |              |  |  |       |       |
|  | Nigeria (p.)     | 1 (4)            | Nigeria      | 0 (5) |              |              |  |  |       |       |
|  |                  |                  | Nigeria      | 0 (5) |              |              |  |  |       |       |
|  |                  | Colombia (p.)    | 0 (6)        |       |              |              |  |  |       |       |
|  | Colombia         | Colombia (p.)    | 0 (6)        | 3     |              |              |  |  |       |       |
|  | Colombia         |                  |              | 3     |              |              |  |  |       |       |
|  | Tanzania         | 0                |              |       |              |              |  |  |       |       |
|  | Tanzania         | 0                | Colombia     | 0     |              |              |  |  |       |       |
|  |                  |                  | Colombia     | 0     |              |              |  |  |       |       |
|  |                  | España           | 1            |       |              |              |  |  |       |       |
|  | Alemania         | España           | 1            | 2     |              |              |  |  |       |       |
|  | Alemania         |                  |              | 2     |              |              |  |  |       |       |
|  | Brasil           | 0                |              |       |              |              |  |  |       |       |
|  | Brasil           | 0                | Alemania     | 0     |              |              |  |  |       |       |
|  |                  |                  | Alemania     | 0     |              |              |  |  |       |       |
|  |                  | España           | 1            |       | Tercer lugar | Tercer lugar |  |  |       |       |
|  | Japón            | España           | 1            | 1     | Tercer lugar | Tercer lugar |  |  |       |       |
|  | Japón            |                  |              | 1     |              |              |  |  |       |       |
|  | España           | 2                |              |       |              |              |  |  |       |       |
|  | España           | 2                | Nigeria (p.) | 3 (3) |              |              |  |  |       |       |
|  |                  |                  |              |       |              |              |  |  |       |       |
|  | Alemania         | 3 (2)            |              |       |              |              |  |  |       |       |
|  | Alemania         | 3 (2)            |              |       |              |              |  |  |       |       |

### Cuartos de final
| 21 de octubre de 2022                                                                  | Estados Unidos                           | 1:1 (1:1) (3:4 p.)         | Nigeria                                     | Estadio DY Patil, Navi Mumbai                             |                                                           |
| 18:20                                                                                  | Villarreal 40'                           | Reporte                    | Edafe 27' (pen.)                            | Asistencia: 6619 espectadores Árbitra: Iuliana Demetrescu | Asistencia: 6619 espectadores Árbitra: Iuliana Demetrescu |
|                                                                                        |                                          | Tiros desde el punto penal |                                             |                                                           |                                                           |
|                                                                                        | Adames · Emri · Suarez · Bhuta · Jackson |                            | Etim · Offiong · Usani · Folorunsho · Edafe |                                                           |                                                           |
| Primera clasificación a semifinales de Nigeria en un mundial femenino de la categoría. |                                          |                            |                                             |                                                           |                                                           |

| 21 de octubre de 2022 | Alemania                   | 2:0 (1:0) | Brasil | Estadio DY Patil, Navi Mumbai                         |                                                       |
| 21:00                 | Steiner 22' · Krüger 90+5' | Reporte   |        | Asistencia: 3751 espectadores Árbitra: Oh Hyeon-jeong | Asistencia: 3751 espectadores Árbitra: Oh Hyeon-jeong |

| 22 de octubre de 2022                                                                     | Colombia                                      | 3:0 (3:0) | Tanzania | Estadio Pandit Jawaharlal Nehru, Margao                |                                                        |
| 16:30                                                                                     | Caicedo 3' · Muñoz 17' · Rodríguez 36' (pen.) | Reporte   |          | Asistencia: 3547 espectadores Árbitra: Ivana Martinčić | Asistencia: 3547 espectadores Árbitra: Ivana Martinčić |
| Primera clasificación para Colombia a semifinales en un mundial femenino de la categoría. |                                               |           |          |                                                        |                                                        |

| 22 de octubre de 2022 | Japón        | 1:2 (0:0) | España           | Estadio Pandit Jawaharlal Nehru, Margao             |                                                     |
| 20:00                 | Tanikawa 66' | Reporte   | López 87', 90+3' | Asistencia: 6432 espectadores Árbitra: Katia García | Asistencia: 6432 espectadores Árbitra: Katia García |

### Semifinales
| 26 de octubre de 2022 | Nigeria                                                          | 0:0 (5:6 p.)               | Colombia                                                                 | Estadio Pandit Jawaharlal Nehru, Margao                   |                                                           |
| 16:30 |                                                                  | Reporte                    |                                                                          | Asistencia: 3576 espectadores Árbitra: Iuliana Demetrescu | Asistencia: 3576 espectadores Árbitra: Iuliana Demetrescu |
| |                                                                  | Tiros desde el punto penal |                                                                          |                                                           |                                                           |
| | Offiong · Etim · Usani · Afolabi · Edafe · Oyinlola · Folorunsho |                            | Rodríguez · Perlaza · Muñoz · Espitaleta · Caicedo · Ortegón · Hernández |                                                           |                                                           |
| Primera clasificación para Colombia y la FCF a la final de un mundial en cualquier categoría tanto masculina como femenina. |                                                                  |                            |                                                                          |                                                           |                                                           |

| 26 de octubre de 2022 | Alemania | 0:1 (0:0) | España       | Estadio Pandit Jawaharlal Nehru, Margao                |                                                        |
| 20:00                 |          | Reporte   | Corrales 90' | Asistencia: 10 264 espectadores Árbitra: Rebecca Welch | Asistencia: 10 264 espectadores Árbitra: Rebecca Welch |

### Tercer puesto
| 30 de octubre de 2022 | Nigeria                            | 3:3 (1:0) (3:2 p.)         | Alemania                                 | Estadio DY Patil, Navi Mumbai                          |                                                        |
| 16:30                 | Ajakaye 20' · Bello 48' · Etim 63' | Reporte                    | Veit 73' · Bartz 85' · Bender 90'        | Asistencia: 4722 espectadores Árbitra: Anahí Fernández | Asistencia: 4722 espectadores Árbitra: Anahí Fernández |
|                       |                                    | Tiros desde el punto penal |                                          |                                                        |                                                        |
|                       | Sunday · Etim · Ajakaye · Adeshina |                            | Veit · Platner · Bender · Janzen · Bartz |                                                        |                                                        |

### Final
| 30 de octubre de 2022                                                                         | Colombia | 0:1 (0:0) | España            | Estadio DY Patil, Navi Mumbai                         |                                                       |
| 20:00                                                                                         |          | Reporte   | Guzmán 82' (a.g.) | Asistencia: 24 824 espectadores Árbitra: Katia García | Asistencia: 24 824 espectadores Árbitra: Katia García |
| España se convierte en el primer equipo en ganar el título de forma consecutiva en el torneo. |          |           |                   |                                                       |                                                       |

|                           |
| Bandera de España         |
| Campeón España 2.º título |

## Estadísticas

### Tabla general
| Pos. | Equipo         | Pts. | PJ | PG | PE | PP | GF | GC | Dif. | Rend  |
| ---- | -------------- | ---- | -- | -- | -- | -- | -- | -- | ---- | ----- |
| 1    | España         | 15   | 6  | 5  | 0  | 1  | 7  | 3  | 4    | 83,3% |
| 2    | Colombia       | 11   | 6  | 3  | 1  | 2  | 7  | 3  | 4    | 55,5% |
| 3    | Nigeria        | 9    | 6  | 2  | 3  | 1  | 11 | 7  | 4    | 50%   |
| 4    | Alemania       | 13   | 6  | 4  | 1  | 1  | 16 | 6  | 10   | 72,2% |
| 5    | Japón          | 9    | 4  | 3  | 0  | 1  | 11 | 2  | 9    | 75%   |
| 6    | Estados Unidos | 8    | 4  | 2  | 2  | 0  | 14 | 2  | 12   | 66,6% |
| 7    | Brasil         | 7    | 4  | 2  | 1  | 1  | 7  | 3  | 4    | 58,3% |
| 8    | Tanzania       | 4    | 4  | 1  | 1  | 2  | 3  | 9  | -6   | 33,3% |
| 9    | México         | 3    | 3  | 1  | 0  | 2  | 4  | 5  | -1   | 33,3% |
| 10   | China          | 3    | 3  | 1  | 0  | 2  | 3  | 5  | -2   | 33,3% |
| 11   | Marruecos      | 3    | 3  | 1  | 0  | 2  | 2  | 4  | -2   | 33,3% |
| 12   | Chile          | 3    | 3  | 1  | 0  | 2  | 4  | 9  | -5   | 33,3% |
| 13   | Canadá         | 2    | 3  | 0  | 2  | 1  | 2  | 6  | -4   | 22,2% |
| 14   | Francia        | 1    | 3  | 0  | 1  | 2  | 2  | 5  | -3   | 11,1% |
| 15   | Nueva Zelanda  | 0    | 3  | 0  | 0  | 3  | 2  | 10 | -8   | 0%    |
| 16   | India          | 0    | 3  | 0  | 0  | 3  | 0  | 16 | -16  | 0%    |

### Goleadoras
| Jugadora         | Selección      | Goles |
| ---------------- | -------------- | ----- |
| Loreen Bender    | Alemania       | 4     |
| Momoko Tanikawa  | Japón          | 4     |
| Linda Caicedo    | Colombia       | 4     |
| Charlotte Kohler | Estados Unidos | 3     |
| Mara Alber       | Alemania       | 2     |
| Amina Bello      | Nigeria        | 2     |
| Alara Şehitler   | Alemania       | 2     |
| Melina Rebimbas  | Estados Unidos | 2     |
| Lara             | Brasil         | 2     |
| Aline            | Brasil         | 2     |
| Miracle Usani    | Nigeria        | 2     |
| Vicky López      | España         | 2     |
| Samantha Smith   | Estados Unidos | 2     |
| Emily Clegg      | Nueva Zelanda  | 2     |
| Uno Shiragaki    | Japón          | 2     |
| Lucie Calba      | Francia        | 2     |
| Tali Rovner      | Chile          | 2     |
| Edidiong Etim    | Nigeria        | 2     |
| Marie Steiner    | Alemania       | 2     |
| Jella Veit       | Alemania       | 2     |

| Paulina Bartz       | Alemania       | 1                 |
| Melina Krüger       | Alemania       | 1                 |
| Laila Portella      | Alemania       | 1                 |
| Svea Stoldt         | Alemania       | 1                 |
| Carol               | Brasil         | 1                 |
| Gabi Berchon        | Brasil         | 1                 |
| Jhonson             | Brasil         | 1                 |
| Amanda Allen        | Canadá         | 1                 |
| Annabelle Chukwu    | Canadá         | 1                 |
| Anaís Cifuentes     | Chile          | 1                 |
| Ámbar Figueroa      | Chile          | 1                 |
| Qiao Ruiqi          | China          | 1                 |
| Yu Xingyue          | China          | 1                 |
| Yésica Muñoz        | Colombia       | 1                 |
| Juana Ortegón       | Colombia       | 1                 |
| Gabriela Rodríguez  | Colombia       | 1                 |
| Jone Amezaga        | España         | 1                 |
| Marina Artero       | España         | 1                 |
| Lucía Corrales      | España         | 1                 |
| Judit Pujols        | España         | 1                 |
| Mia Bhuta           | Estados Unidos | 1                 |
| Ella Emri           | Estados Unidos | 1                 |
| Onyeka Gamero       | Estados Unidos | 1                 |
| Nicollette Kiorpes  | Estados Unidos | 1                 |
| Taylor Suarez       | Estados Unidos | 1                 |
| Gisele Thompson     | Estados Unidos | 1                 |
| Amalia Villareal    | Estados Unidos | 1                 |
| Mao Itamura         | Japón          | 1                 |
| Mao Kubota          | Japón          | 1                 |
| Sayami Kusunoki     | Japón          | 1                 |
| Mio Takaoka         | Japón          | 1                 |
| Ai Tsujisawa        | Japón          | 1                 |
| Djennah Cherif      | Marruecos      | 1                 |
| Doha El-Madani      | Marruecos      | 1                 |
| Yasmine Zouhir      | Marruecos      | 1                 |
| Maribel Flores      | México         | 1                 |
| Katherin Guijarro   | México         | 1                 |
| Montserrat Saldívar | México         | 1                 |
| Taiwo Afolabi       | Nigeria        | 1                 |
| Opeyemi Ajakaye     | Nigeria        | 1                 |
| Omamuzo Edafe       | Nigeria        | 1                 |
| Blessing Emmanuel   | Nigeria        | 1                 |
| Bisola Mosaku       | Nigeria        | 1                 |
| Christer Bahera     | Tanzania       | 1                 |
| Veronica Mapunda    | Tanzania       | 1                 |
| Diana Mnally        | Tanzania       | 1                 |
| Autogoles           | Autogoles      | Anotado · Autogol |
| Linda Caicedo       | Colombia       | 1                 |
| Ana Guzmán          | Colombia       | 1                 |

## Premios y reconocimientos

### Balón de oro
| Premio          |                 | Jugadora      | Selección |
| --------------- | --------------- | ------------- | --------- |
| Balón de Oro    | Balón de Oro    | Vicky López   | España    |
| Balón de Plata  | Balón de Plata  | Linda Caicedo | Colombia  |
| Balón de Bronce | Balón de Bronce | Mara Alber    | Alemania  |

### Bota de oro
| Premio         |                | Jugadora        | Selección | Goles |
| -------------- | -------------- | --------------- | --------- | ----- |
| Bota de Oro    | Bota de Oro    | Loreen Bender   | Alemania  | 4     |
| Bota de Plata  |                | Momoko Tanikawa | Japón     | 4     |
| Bota de Bronce | Bota de Bronce | Linda Caicedo   | Colombia  | 4     |

### Guante de oro
| Premio        |  | Jugadora     | Selección |
| ------------- |  | ------------ | --------- |
| Guante de Oro |  | Sofía Fuente | España    |

### Juego limpio
| Premio                            | Selección |
| Premio al Juego Limpio de la FIFA | Japón     |
| --------------------------------- | --------- |

### Jugadora del partido
| Fase de grupos - Fecha 1 | Fase de grupos - Fecha 1 | Fase de grupos - Fecha 2 | Fase de grupos - Fecha 2 | Fase de grupos - Fecha 3 | Fase de grupos - Fecha 3 | Fase de eliminatorias | Fase de eliminatorias |
| Jugadora                 | Partido                  | Jugadora                 | Partido                  | Jugadora                 | Partido                  | Jugadora              | Partido               |
| ------------------------ | ------------------------ | ------------------------ | ------------------------ | ------------------------ | ------------------------ | --------------------- | --------------------- |
| Aline                    | 0:1                      | Leilane                  | 1:1                      | Loreen Bender            | 1:3                      | Onyeka Gamero         | 1:1 (3:4)             |
| Anaís Álvarez            | 3:1                      | Opeyemi Ajakaye          | 0:4                      | Opeyemi Ajakaye          | 2:1                      | Mara Alber            | 2:0                   |
| Onyeka Gamero            | 0:8                      | Samya Masnaoui           | 0:3                      | Gabi Berchon             | 5:0                      | Gabriela Rodríguez    | 3:0                   |
| Mara Alber               | 2:1                      | Alara Şehitler           | 6:0                      | Charlotte Kohler         | 4:0                      | Vicky López           | 1:2                   |
| Yin Lihong               | 1:2                      | Linda Caicedo            | 0:2                      | Olaya Enrique            | 0:1                      | Luisa Agudelo         | 0:0 (5:6)             |
| Lucie Calba              | 1:1                      | Violeth Mwamakamba       | 1:2                      | Linda Caicedo            | 2:1                      | Sandra Villafañe      | 0:1                   |
| Vicky López              | 1:0                      | Montserrat Saldívar      | 1:2                      | Miharu Shinjo            | 0:2                      | Opeyemi Ajakaye       | 3:3 (3:2)             |
| Momoko Tanikawa          | 4:0                      | Miharu Shinjo            | 4:0                      | Annabelle Chukwu         | 1:1                      | Sandra Villafañe      | 0:1                   |

## Símbolos y Mercadeo

### Logotipo
El emblema oficial del torneo fue presentado por la FIFA y el comité organizador local el 2 de noviembre de 2019 en la Puerta de la India en Bombay. Según la FIFA, el diseño combina elementos de la naturaleza y la cultura india. El emblema toma la forma del trofeo del torneo, con ondas azules brillantes y un estampado paisley (cachemira) en su base. Ambos elementos se extienden hacia la parte superior del trofeo, que se asemeja a una bola de flores de cempasúchil enmarcada por una gota de agua. El color y el estilo de la cempasúchil se inspiraron en los textiles Bandhani, y el tallo presenta símbolos inspirados en las pinturas Warli y los patrones Bandhani.

### Eslogan
El lema oficial del torneo, "Kick Off The Dream" (Comienza el Sueño), se dio a conocer en febrero de 2020.

### Mascota
La mascota oficial del torneo, llamada Ibha, se presentó el 11 de octubre de 2021, coincidiendo con el Día Internacional de la Niña. Ibha es una leona asiática (Panthera leo persica), una subespecie de león que actualmente sobrevive en estado salvaje solo en la India. El nombre Ibha significa "la que tiene buena visión o buen juicio" en khasi, un idioma hablado principalmente en el estado de Meghalaya. Según la FIFA, la mascota representa a Nari Shakti (el poder femenino) y es una "leona asiática fuerte, juguetona y encantadora que busca inspirar y animar a mujeres y niñas mediante el trabajo en equipo, la resiliencia, la amabilidad y el empoderamiento de los demás".